# MRTG
MRTG (Multi Router Traffic Grapher) es una herramienta, escrita en C y Perl por Tobias Oetiker y Dave Rand, que se utiliza para supervisar la carga de tráfico de interfaces de red. MRTG genera un informe en formato HTML con gráficas que proveen una representación visual de la evolución del tráfico a lo largo del tiempo.
Para recolectar la información del tráfico del dispositivo (habitualmente routers) la herramienta utiliza el protocolo SNMP (Simple Network Management Protocol). Este protocolo proporciona la información en crudo de la cantidad de bytes que han pasado por ellos distinguiendo entre entrada y salida. Esta cantidad bruta deberá ser tratada adecuadamente para la generación de informes
También permite ejecutar cualquier tipo de aplicación en lugar de consultar un dispositivo SNMP. Esta aplicación proporciona como salida dos valores numéricos que se corresponden a la entrada y salida. Habitualmente suelen utilizarse scripts que monitorizan la máquina local.
Asimismo, proporciona una aplicación cfgmaker que genera la configuración para un router de forma automática utilizando la meta información que proporciona SNMP

## Funcionamiento
MRTG ejecuta como un demonio o invocado desde las tareas programadas del cron. Por defecto, cada cinco minutos recolecta la información de los dispositivos y ejecuta los scripts que se le indican en la configuración.
En un primer momento, MRTG consultaba la información, la procesaba y generaba el informe y las gráficas. En las últimas versiones, esta información es almacenada en una base de datos gestionada por RRDtool a partir de la cual, y de forma separada, se generan los informes y las gráficas.

## Usos inadecuados
Debido a sus características, esta herramienta ha sido utilizada de forma extensiva y adaptada para tratar información que no se adecúa a las medidas entrada/salida como proxys, procesos...
Por ello el autor de la herramienta decidió crear una segunda herramienta RRDtool más flexible que permite almacenar cualquier tipo de datos. En las últimas versiones, MRTG utiliza RRDtool quedando restringida su funcionalidad a acceder a los dispositivos configurados para alimentar al RRDtool. La gestión de los datos y la generación de las gráficas se realizan mediante RRDtool. 